# Clara Ege
Clara Ege (* 9. Mai 1897 in Flensburg; † 9. Oktober 1990 in Grünwald bei München) war eine deutsche Malerin, Bildhauerin und Seidenweberin.

## Leben

### Familie
Clara Ege (geb. Mohr) war die Tochter eines Flensburger Lehrers.
1920 lernte sie in Flensburg ihren späteren Ehemann, den Münchner Grafiker Eduard Ege, kennen, der ebenfalls der Wandervogelbewegung angehörte; aus der Ehe gingen zwei Söhne hervor.

### Ausbildung
Clara Ege besuchte von 1917 bis 1919 die Schnitzklasse der Flensburger Kunstgewerblichen Fachschule im Kunstgewerbemuseum bei dem Bildhauer Heinz Weddig (1870–1946); dazu erlernte sie die Landschaftsmalerei. Zur gleichen Zeit engagierte sie sich stark in der Flensburger Wandervogelbewegung und stand dort in engem Kontakt mit der Holzschnitzerin Anna Hochreuter (1898–1928).
Sie verbrachte ein Gehilfenjahr in Hamburg und ein Studienjahr im Dresdner Stadtteil Hellerau, bevor sie vier Semester an der Akademie in München studierte.

### Werdegang
Clara Ege bestimmte über zwei Jahrzehnte die musische Erziehung in der seit 1919 bestehenden Freikörperkolonie Klappholthal auf Sylt. An der dortigen Sommervolkshochschule war sie nach dem Zweiten Weltkrieg als Dozent für bildende Kunst tätig, gab Malkurse, erstellte Festdekorationen und Bühnenbilder und hielt Vorträge zum Landschaftsmalen.
Sie unternahm verschiedene Malreisen nach Oberbayern, Tirol, Rom, Lüneburger Heide, Sylt und Hessen.

## Werke (Auswahl)
- Kirche in Waldhäuser/Bayerischer Wald. Januar 1951.
- Spoleto (Aquarell). Mitte der 1960er Jahre.
- Pesaro/Castell di Mezzo ( Aquarell). Mitte der 1960er Jahre.